# Memoriał Walerego Łobanowskiego 2009
Międzynarodowy Memoriał Walerego Łobanowskiego 2009 – VII edycja międzynarodowego Memoriału Walerego Łobanowskiego, rozgrywanego w Kijowie od 11 do 12 sierpnia 2009 roku. W turnieju uczestniczyły drużyny młodzieżowe U-21.

## Uczestnicy i regulamin
W turnieju wzięło udział cztery zespoły:
- Ukraina U-21 (gospodarz)
- Turcja U-21
- Niemcy U-21
- Iran U-20

W turnieju rozegrano w sumie cztery mecze. Impreza rozpoczęła się od losowania, które wyłoniło pary półfinałowe. Spotkania odbyły się 11 sierpnia. Triumfatorzy tych spotkań zmierzyli się ze sobą 12 sierpnia w finale, a pokonani zagrali mecz o 3. miejsce w turnieju.

## Mecze

### Półfinały
| 11 sierpnia 2009 16:45 | Ukraina U-21 · Roman Zozula 30' · Wołodymyr Łysenko 83' | 2:1(1:1) | Iran U-20 · 38' (k) Haysafi | Stadion Systema, Borodzianka |
|                        |                                                         |          |                             |                              |

| 11 sierpnia 2009 20:30 | Niemcy U-21 · Kevin Schindler 75' | 1:3(0:1) | Turcja U-21 · 18' Tevfik Köse · 47' Aydin Yilmaz · 73' Deniz Yilmaz | Stadion Dynamo Łobanowskiego, Kijów |
|                        |                                   |          |                                                                     |                                     |

### Mecz o 3 miejsce
| 12 sierpnia 2009 15:00 | Niemcy U-21 · Änis Ben-Hatira 87' | 1:0(0:0) | Iran U-20 | Stadion Systema, Borodzianka |
|                        |                                   |          |           |                              |

### Finał
| 12 sierpnia 2009 16:00 | Ukraina U-21 · Mykoła Moroziuk 13' (k) | 1:0(1:0) | Turcja U-21 | Stadion Dynamo Łobanowskiego, Kijów Sędzia: Markus Smidt |
|                        |                                        |          |             |                                                          |

## Królowie strzelców
1 gol
- Haysafi
- Änis Ben-Hatira
- Kevin Schindler
- Tevfik Köse
- Aydin Yilmaz
- Deniz Yilmaz
- Wołodymyr Łysenko
- Mykoła Moroziuk
- Roman Zozula

| Zwycięzca Memoriału Walerego Łobanowskiego 2009 |
| ----------------------------------------------- |
| Ukraina U-21 1. tytuł                           |